# Petar Chanel
Sveti Petar Chanel (Cuet, Francuska, 12. srpnja 1803. – otok Futuna, Wallis i Futuna, Oceanija, 28. travnja 1841.) francuski svećenik, mučenik i svetac.

## Životopis
Rođen je u pobožnoj obitelji. Kao dijete bio je pastir. U početku ga je privatno podučavao župnik iz susjednog mjesta, a već u mladosti posvetio se promicanju pobožnosti prema Djevici Mariji.
Za svećenika je zaređen 25. srpnja 1827. godine te je kratko vrijeme djelovao u pastvi. Pridružio se Marijinoj družbi - maristima. Bio je među prvim maristima misionarima koji su na Božić 1836. godine iz Francuske otplovili u misije. Nakon jednogodišnjeg putovanja brodom Petar Chanel i Mario Nazario iskrcali su se na otoku Futuni i od tamošnjega kralja Niulikisa dobili dopuštenje za misionarski rad. Ostali misionari iskrcali su se na obližnjim otocima.
Godine 1839. dolazi do sukoba među otočkim plemenima. Domaći vrač je za izbijanje sukoba optužio misionare i njihovu kršćansku vjeru. Netrpeljivost je rasla i 28. travnja 1841. godine naoružani ratnici pod vodstvom vrača provalili su u Chanelovu kolibu. Navalili su na njega, teško ga ranili i zatim ubili.

## Štovanje
Petra Chanela je blaženim proglasio papa Lav XIII. 17. studenog 1889. Svetim ga je proglasio papa Pio XII. 12. lipnja 1954. Zaštitnik je Oceanije i Svjetskog dana mladih.

## Vanjske poveznice
- www.peterchanel.info (engl.)
- www.maristsm.org  Arhivirana inačica izvorne stranice od 29. veljače 2024. (Wayback Machine), službeno mrežno mjesto Marijine Družbe (marista) (engl.)